# Ma Ying-jeou
Pour les articles homonymes, voir Ma.
Dans ce nom chinois, le nom de famille, Ma, précède le nom personnel Ying-jeou.
Ma Ying-jeou (en chinois : 馬英九, pinyin : Mǎ Yīngjiǔ) est un homme d'État taïwanais, né le 13 juillet 1950 à Hong Kong. Il est président de la république de Chine du 20 mai 2008 au 20 mai 2016. Ayant remporté l'élection présidentielle du 22 mars 2008, il succède à Chen Shui-bian. Il est réélu pour un second mandat en 2012.
Ma est également ministre de la Justice de 1993 à 1996, maire de Taipei de 1998 à 2006, et président du Kuomintang de 2005 à 2007.
En mai 2008, le Time le classe dix-neuvième sur sa liste des cent personnes les plus influentes au monde, en raison de sa volonté d'opérer un rapprochement, pendant sa présidence, entre Taïwan et la Chine continentale.

## Débuts et éducation
Ma est né à Hong Kong, mais sa famille s'installe à Taïwan lorsqu'il n'a qu'un an. Son père, Ma Ho-ling, originaire de la province de Hunan, et sa mère, Chin Hou-hsiu, auront cinq enfants, dont Ying-jeou est le seul garçon. Ils furent tous les deux impliqués dans le Kuomintang et le gouvernement de la république de Chine (Taïwan). La famille de Ma est catholique, et lui-même se déclare catholique, mais non-pratiquant.
En 1972, il obtient une licence de droit à l'université nationale de Taïwan. Il part ensuite compléter ses études aux États-Unis, et obtient une maîtrise de droit à la New York University School of Law, puis un doctorat en droit à la faculté de droit de Harvard, sa thèse de doctorat est consacrée aux questions juridique et pétrolière de la mer de Chine orientale et à la dispute des îles Diaoyutai. Il retourne à Taïwan en 1981, et y enseigne le droit.
Ma parle le mandarin, le hokkien taïwanais, le hakka, le français et l'anglais.
Il est marié à Christine Chow Ma.

## Carrière politique

### Débuts
Ma fit son entrée dans le monde de la politique en travaillant comme traducteur pour le président Chiang Ching-kuo. Puis, à l'âge de 38 ans, il devient le plus jeune membre du gouvernement de l'époque, en étant nommé à la tête de la Commission pour la Recherche, le Développement et l'Évaluation.
Il fut sous-secrétaire-général du Kuomintang de 1984 à 1988, et travailla également comme second au sein du Conseil pour les Affaires de la métropole, chargé des relations avec la Chine continentale. En 1993, il est nommé ministre de la Justice par le président Lee Teng-hui. Il est démis de son poste trois ans plus tard, et retourne vers le monde universitaire.

### Maire de Taipei
Sa carrière politique n'est toutefois pas terminée. En 1998, le Kuomintang le nomme candidat à la mairie de Taipei, et il remporte l'élection face au maire sortant Chen Shui-bian. Il est réélu en 2002.
Ma est critiqué à la suite de l'épidémie de grippe aviaire qui frappe sa ville en 2003, et aux inondations qui suivent en 2004. Il est également critiqué par le  Parti démocrate progressiste pour ne pas avoir autorisé l'utilisation du drapeau national de la république de Chine lors d'un match de football à Taipei entre Taïwan et la république populaire de Chine. Ma répondit qu'il ne faisait que se conformer au protocole olympique, qui ne reconnaît que le drapeau olympique de Taïwan.
Ma s'exprima en faveur de la réunification de la Chine, et contre l'indépendance de Taïwan. Il s'opposa au référendum de 2004, perçu comme un prélude à l'indépendance. Toutefois, il s'opposa également à la loi antisécession de la république populaire, ce qui lui valut une interdiction de visiter Hong Kong, alors qu'il devait y prononcer une série de discours en 2005.

### Président du Kuomintang
Il est président du Kuomintang de 2005 à 2007.

### Élection présidentielle de 2008
Le 17 mars 2008, Ma décrit la république de Chine comme étant un « État souverain » et menace de boycotter les Jeux olympiques de Pékin, s'il est élu président et si les troubles au Tibet dégénèrent en violence accrue.
Le 22 mars 2008, il remporte l'élection présidentielle avec 58,45 % des voix face à son adversaire Frank Hsieh (en) du Parti démocrate progressiste - Minjindang,.

### Président de la république de Chine
Après son élection, il affirme qu'il compte améliorer les relations avec la Chine continentale, notamment en permettant des vols directs, en autorisant la venue d'un plus grand nombre de touristes chinois continentaux et en aidant les industries taïwanaises à s'implanter sur le continent. Il ajoute qu'il prône le statu quo sur le plan politique : ni indépendance de Taïwan, ni ré-unification.
Ma Ying-jeou est installé dans ses fonctions le 20 mai 2008.
Le 7 septembre 2012, Ma Ying-jeou effectue un déplacement à îlot Pengjia, à 76 milles seulement des îles Diaoyutai. Lors de cette visite, Ma réaffirme la souveraineté de la république de Chine sur les îles Diaoyutai.

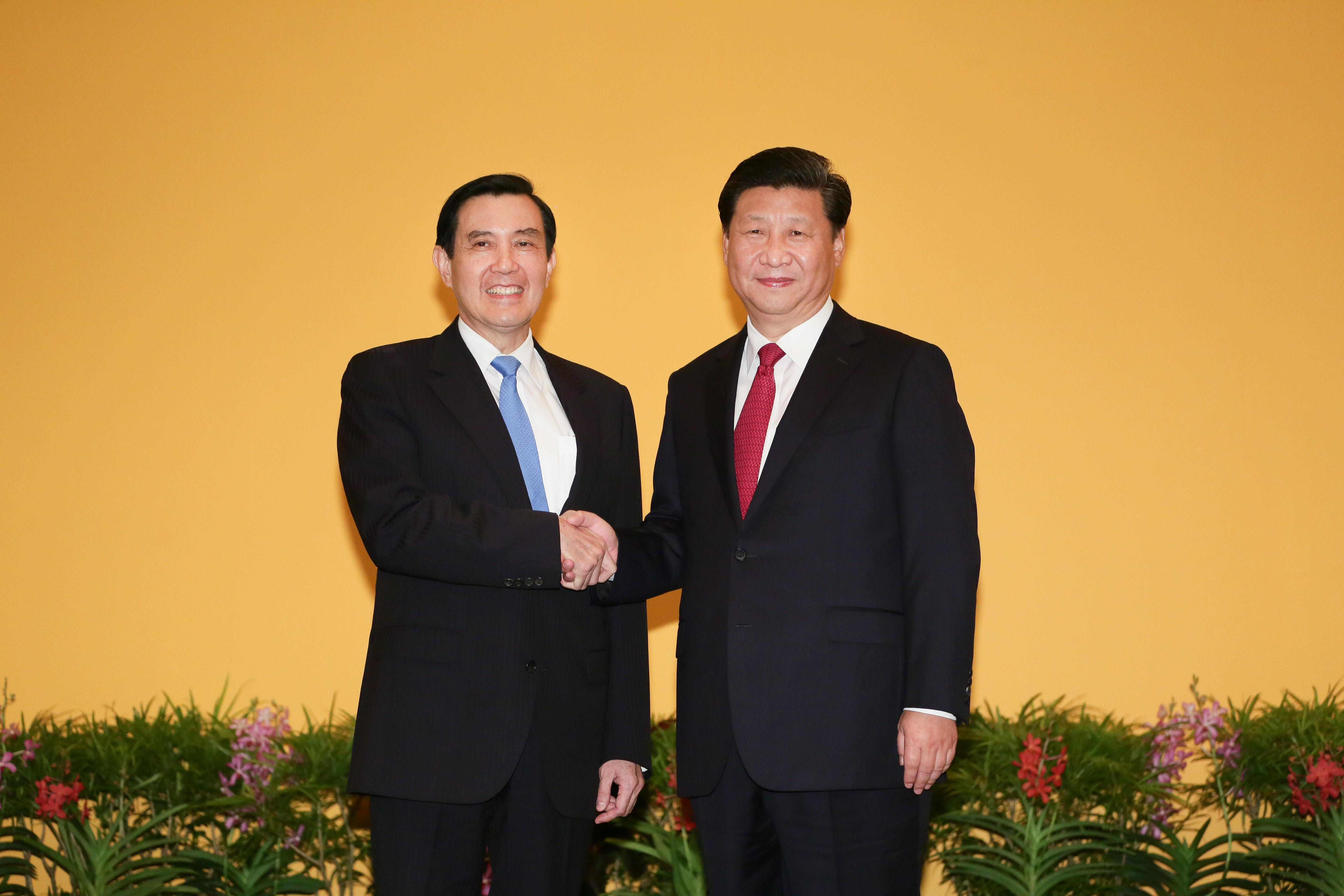
Ma Ying-jeou lors d'une rencontre avec le président Xi Jinping en novembre 2015.

En septembre 2012, il est intervenu dans la crise des îles Diaoyutai (revendiquées à la fois par le Japon, la Chine et Taiwan), en proposant comme solution pacifique une exploitation conjointe des ressources naturelles des îles par les trois États. Il a cependant réaffirmé en février 2013 les prétentions de Taiwan sur ces îles et exclu de rejoindre la position officielle de Pékin contre le Japon. Il appelle par ailleurs à un développement pacifique et coopératif de la mer de Chine orientale.
Il est réélu pour un second mandat le 14 janvier 2012 avec 51,6 % des voix contre la candidate du Parti démocrate progressiste Tsai Ing-wen.
En décembre 2014, son parti essuie une cuisante défaite aux élections locales, ainsi qu'en janvier 2016, quand Tsai Ing-wen lui succède à la présidence.

### Après la présidence
En avril 2024, Ma rencontre le président chinois Xi Jinping à Pékin.
En décembre 2024, Ma mène une délégation d'étudiants taïwanais en Chine continentale. Il déclare espérer que ces échanges entre étudiants puissent « bâtir un pont pour la paix au-dessus du danger politique » alors que les relations entre les deux États sont très dégradées depuis l'arrivée du Parti démocrate progressiste à la présidence.

## Distinctions
- Collier de l'ordre pro Merito Melitensi (5 novembre 2015 par le grand-maitre Matthew Festing[20])
- Collier de l' Ordre de Saint-Christophe-et-Nevis (2011)[21]